# Remote Access Service
In telecomunicazioni Remote Access Service (RAS) è un protocollo remoto, il quale permette il collegamento fra due computer senza l'ausilio di un collegamento Internet, infatti è sufficiente disporre di una semplice connessione telefonica tra i due computer che vogliamo connettere fra di loro.

## Caratteristiche principali
- Il servizio offerto dal RAS è un trasporto di un flusso di byte bidirezionale tra due applicazioni in esecuzione su host differenti.
- Solitamente il servizio RAS utilizza il protocollo PPP per la connessione e il TCP/IP per la comunicazione.